# Erika Stettiner
Erika Anna Lina Stettiner (* 2. Januar 1907 in Schöneberg) war in den 1930er-Jahren eine deutsche Tischtennisspielerin. Sie nahm an zwei Weltmeisterschaften teil.

## Karriere
Anfang der 1930er-Jahre spielte Erika Stettiner beim Verein TC Borussia Berlin. In der deutschen Rangliste belegte sie 1930 Platz drei. International war sie 1930 und 1931 bei den Weltmeisterschaften in den Individualwettbewerben aktiv. Dabei unterlag sie 1930 im Achtelfinale des Einzel der Ungarin Anna Sipos. 1931 scheiterte sie bereits in der Qualifikation an Helly Reitzer (Österreich).

## Privat
Erika Stettiner war die Tochter des Konsuls und Firmeninhabers Alfred Stettiner († 1926) und Martha Marckwald. Die Schwester Edith Stettiner gehörte ebenfalls zur Berliner Tischtennisspitze. Mit ihrem zweiten Ehemann Fritz Barschak und ihrer zehnjährigen Tochter emigrierte sie 1939/40 über England in die Vereinigten Staaten und wurde dort eingebürgert. 

## Turnierergebnisse
| Verband | Veranstaltung     | Jahr | Ort      | Land | Einzel    | Doppel        | Mixed     | Team |
| ------- | ----------------- | ---- | -------- | ---- | --------- | ------------- | --------- | ---- |
| GER     | Weltmeisterschaft | 1931 | Budapest | HUN  | Qual      | Qual          | Qual      |      |
| GER     | Weltmeisterschaft | 1930 | Berlin   | FRG  | letzte 16 | Viertelfinale | letzte 32 |      |